# タロース (糖類)
タロース (talose, Tal) は、六炭糖およびアルドースに分類される単糖の一種。ガラクトースの 2 位のエピマーである。水に溶け、メタノールにはわずかに溶ける。
水溶液中では異性化を起こし、環状構造との混合物となる（変旋光）。平衡状態に達したときに最も存在比が高いのは α-ピラノース体である。